# Moreno Hofland
Pour les articles homonymes, voir Hofland.
Moreno Hofland est un coureur cycliste néerlandais né le 31 août 1991 à Roosendaal aux Pays-Bas, professionnel entre 2013 et 2021. Sprinteur, il a notamment gagné une étape de Paris-Nice en 2014 et terminé troisième du championnat d'Europe sur route en 2017.

## Biographie
Moreno Hofland a été prénommé par ses parents en référence à Moreno Argentin, champion du monde en 1986. Son frère cadet est lui prénommé Fausto en hommage à Fausto Coppi. 
En 2010, Moreno Hofland intègre l'équipe continentale Rabobank Continental, réserve de l'équipe professionnelle Rabobank. 
En 2012, il est champion des Pays-Bas sur route espoirs et gagne une étape du Tour de l'Avenir.

### 2013-2016: carrière aux Pays-Bas
L'année suivante, il devient professionnel au sein de l'équipe Blanco, nouveau nom de l'équipe Rabobank, qui devient la même année Belkin, qui l'engage pour deux ans. En avril, au Tour de Turquie, il a la possibilité de tenter sa chance au sprint après les abandons de Theo Bos et Mark Renshaw. Il obtient un premier podium lors de la quatrième étape,.
Il s'illustre en fin de saison en gagnant le classement général et trois étapes du Tour de Hainan, dominé par sa formation. 
En début d'année 2014, il remporte une étape du Tour d'Andalousie. Il se classe ensuite deuxième de Kuurne-Bruxelles-Kuurne, battu de peu par Tom Boonen, puis gagne la deuxième étape de Paris-Nice. Il gagne la Volta Limburg Classic en avril. Le mois suivant, une chute lors du Tour de Californie lui casse plusieurs côtes et fracture légèrement une vertèbre lombaire. Il revient en course en août, au Tour de l'Utah, dont il gagne deux étapes. Il dispute ensuite le Tour d'Espagne, son premier grand tour. Il se classe troisième de la cinquième étape, battu au sprint par John Degenkolb et Nacer Bouhanni. Malade, il doit quitter la course quelques jours plus tard. En fin de saison il s'adjuge la première étape du Tour de Hainan.
Au cours de la saison 2015, il s'adjuge la deuxième étape du Tour de Yorkshire au printemps et participe pour la première fois au Tour d'Italie qu'il termine en 136e position. Il a notamment pris la deuxième place de la 2e étape. Par la suite il empoche la quatrième étape du Ster ZLM Toer et se classe troisième du classement général de cette course.
En 2016, pour la première fois de sa carrière professionnelle, il ne remporte aucune course. Au mois d'octobre, il annonce qu'il quitte l'équipe Lotto NL-Jumbo, pour rejoindre la  formation belge Lotto-Soudal. Ce transfert est dû à la montée en puissance de son coéquipier, le sprinteur Dylan Groenewegen.

### 2017-2018: Lotto-Soudal
Lors de sa première saison chez Lotto-Soudal, il renoue avec le succès en remportant la première édition de la Famenne Ardenne Classic, après avoir remporté la médaille de bronze du championnat d'Europe sur route.
Au deuxième semestre 2018, il termine huitième de la première édition de la Great War Remembrance Race, une nouvelle course cycliste disputée en Belgique.

### 2019-2021: fin de carrière chez EF
En 2019, il signe un contrat avec l'équipe américaine EF Education First. Il ambitionne de se concentrer davantage sur les classiques que sur un rôle de sprinteur. En 2019, il se classe notamment deuxième du championnat des Pays-Bas sur route derrière Fabio Jakobsen et onzième de la RideLondon-Surrey Classic.
Après un début d'année 2020 prometteur, avec deux podiums d'étape au Herald Sun Tour, la pandémie de COVID-19 et l'arrêt des courses le freinent et il ne parvient pas à retrouver sa forme. En 2021, il prend le départ de trois courses, mais abandonne à chaque fois. Souffrant d'ischémie gastro-intestinale, il doit arrêter sa carrière à 30 ans,.

## Palmarès et classements mondiaux

### Palmarès amateur
| - 2008 - 3e du Kuurnse Leieomloop - 2009 - Kuurnse Leieomloop - Guido Reybrouck Classic - Trophée Centre Morbihan : - Classement général - 1re et 2e étapes - 2e de la Ster van Zuid-Limburg - 2010 - 2e du Grand Prix Raf Jonckheere - 2011 - 2e et 4e étapes du Kreiz Breizh Elites - 2eb étape du Tour de León - 1re étape du Tour de l'Avenir - 2e du Kreiz Breizh Elites - 2e du Dorpenomloop Rucphen | - 2012 - Champion des Pays-Bas sur route espoirs - 4e étape du Kreiz Breizh Elites - 2e étape du Tour de l'Avenir - 2e de la Ster van Zwolle |  |

### Palmarès professionnel
| - 2013 - Tour de Hainan : - Classement général - 1re, 6e et 8e étapes - 2014 - 4e étape du Tour d'Andalousie - 2e étape de Paris-Nice - Volta Limburg Classic - 1re et 3e étapes du Tour de l'Utah - 1re étape du Tour de Hainan - 2e de Kuurne-Bruxelles-Kuurne - 2015 - 2e étape du Tour de Yorkshire - 4e étape du Ster ZLM Toer - 3e du Ster ZLM Toer | - 2016 - 3e du Prix national de clôture - 2017 - Famenne Ardenne Classic - Médaillé de bronze du championnat d'Europe sur route - 3e de l'Arnhem Veenendaal Classic - 2020 - 2e du championnat des Pays-Bas sur route |  |

### Résultats sur les grands tours

#### Tour d'Italie
3 participations
- 2015 : 136e
- 2016 : abandon (13e étape)
- 2017 : 139e

#### Tour d'Espagne
1 participation
- 2014 : abandon (9e étape)

### Classements mondiaux
| Année                                 | 2010  | 2011 | 2012 | 2013 | 2014 | 2015 | 2016 | 2017 | 2018 | 2019 | 2020  |
| ------------------------------------- | ----- | ---- | ---- | ---- | ---- | ---- | ---- | ---- | ---- | ---- | ----- |
| UCI World Tour                        |       |      |      | 202e | 130e | 156e | 159e | 390e | nc   |      |       |
| Classement mondial                    |       |      |      |      |      |      | 421e | 147e | 772e | 612e | 1588e |
| UCI Europe Tour                       | 1000e | 125e | 88e  |      |      |      | 341e | 47e  | 463e | 461e | 1181e |
| UCI Asia Tour                         | nc    | nc   | nc   |      |      |      | 335e | nc   | nc   |      |       |
|                                       |       |      |      |      |      |      |      |      |      |      |       |
| Légende : nc = non classéSource : UCI |       |      |      |      |      |      |      |      |      |      |       |

## Distinctions
- Cycliste espoirs néerlandais de l'année : 2012